# Julio Fernandes
Julio Fernandes é um empresário e chef português, conhecido por sua paixão pela culinária do bacalhau. Ele mantém uma presença ativa nas mídias sociais e programas de TV, tanto em Portugal quanto no Brasil. Nascido em Portugal, Julio construiu uma carreira de sucesso desde o início, tornando-se uma figura relevante no cenário gastronômico.
O chef Júlio Fernandes, que nasceu em 1956 no bairro do Alto do Pina, em Lisboa, começou a sua carreira profissional no Hotel Metrópole do Rossio.
Julio Fernandes iniciou sua trajetória no setor de restauração no Grupo Alfredo de Jesus. Em 2010, concretizou seu sonho com a inauguração do restaurante D'Bacalhau, localizado no Parque das Nações, em Lisboa. Atua como Chef Executivo do restaurante e, paralelamente, ocupa os cargos de Vice-presidente da AHRESP e Professor Universitário na  Universidade Europeia,  ministrando aulas na pós-graduação em Gastronomia Criativa.
O restaurante D'Bacalhau, sob a liderança do Chef Julio Fernandes, possui uma abordagem inovadora na culinária portuguesa. Recentemente, lançou uma nova carta, assinada pelo próprio chef, apresentando uma receita única que combina lombo de bacalhau, batata palha, pão, alheira e espinafres frescos. Com mais de 20 pratos para explorar, o menu evidencia a qualidade dos produtos portugueses e a habilidade do chef em misturar tradição e inovação.
O restaurante D'Bacalhau recebeu prémios, incluindo o 1º lugar no concurso do Melhor Patanisca de Lisboa em 2018. Julio Fernandes também é conhecido por organizar jantares de solidariedade, como o que beneficiou o actor António Cordeiro, evidenciando a sua dedicação às causas humanitárias.
Júlio Fernandes ganhou destaque em agosto de 2023, quando a cidade sediou a Jornada Mundial da Juventude (JMJ), um evento que atraiu aproximadamente 1,5 milhão de visitantes para a capital portuguesa.
Diretamente de Portugal, o Chef Júlio Fernandes vem se destacando no Brasil , mostrando sua habilidade em eventos gastronômicos, como o 11º Festival do Bacalhau Cadeg-Caxamar que aconteceu entre 20 de Outubro a 20 de Novembro/2023.
Em novembro de 2023, o Chef Julio Fernandes assumiu o cargo de colunista na revista eletrônica "Veja Cá, Veja Lá".
Em dezembro de 2023, Julio Fernandes estreiou como apresentador do Podcast Pode Cá, Pode Lá ao lado de Rose Tomazelli.
Em 21 de dezembro de 2023, o Chef Julio Fernandes teve uma de suas receitas apresentadas por Ana Maria Braga no programa "Mais Você", da TV Globo. A receita compartilhada foi a do famoso prato português, o bacalhau à Brás, que é reconhecido tanto pela sua relevância na culinária de Portugal quanto por sua popularidade na cozinha brasileira. Como resultado dessa exposição, duas das receitas do Chef Julio Fernandes foram disponibilizadas no portal da Globo o Globoplay, ampliando assim o alcance e a acessibilidade de seu trabalho para um público mais amplo.